# Wodorowęglan amonu
Wodorowęglan amonu, NH
4HCO
3 – nieorganiczny związek chemiczny z grupy wodorowęglanów, wodorosól amonowa kwasu węglowego.
Tworzy bezbarwne kryształy o zapachu amoniaku, które łatwo rozkładają się do amoniaku, wody i dwutlenku węgla. Dobrze rozpuszczalny w wodzie, hydrolizuje jako sól słabego kwasu i słabej zasady.

## Zastosowanie
Stosowany m.in. jako rodzaj proszku do pieczenia (o nazwie handlowej amoniak, amoniak do pieczenia, amoniak spożywczy itp.), środków gaśniczych, leków, barwników, a także jako prosty nawóz (szczególnie w Chinach, choć jest tam wypierany przez mocznik z powodu niższej jakości i braku stabilności). Jest również stosowany w wyrobie ceramiki, tworzyw sztucznych i gumy, przy garbowaniu skór i wyrobie katalizatorów. Służy też do otrzymywania innych związków amonowych.

## Reakcje
Związek rozpuszcza się w wodzie, dając lekko zasadowe roztwory. Jest nierozpuszczalny w acetonie i alkoholach. W temperaturze powyżej ok. 60 °C rozkłada się do amoniaku, wody i dwutlenku węgla w reakcji endotermicznej:
NH
4HCO
3 → NH
3↑ + H
2O↑ + CO
2↑
| t [°C]  | 25,4 | 34,2  | 40,7  | 45    | 50    | 55,8  | 59,3   |
| p [hPa] | 78,5 | 162,6 | 267,9 | 370,6 | 526,5 | 821,1 | 1086,4 |

W reakcji z kwasami tworzy sól, dwutlenek węgla i wodę, np.:
NH
4HCO
3 + HClaq → NH
4Cl + CO
2↑ + H
2O